# Овчинников, Илья Григорьевич
Илья́ Григо́рьевич Овчи́нников (29 июля 1931, Чернеево, Нижегородский край — 5 августа 2012, Петрозаводск) — Герой Социалистического Труда (1971), заслуженный строитель Карельской АССР (1981), Почётный гражданин Петрозаводска (1979).

## Биография
Родился в крестьянской семье, окончил 8 классов Петрозаводской школы рабочей молодёжи.
С 1955 года, после службы в армии, работал в строительных организациях Петрозаводска.
В 1959—1999 годах — бригадир комплексной строительной бригада Петрозаводского промышленно-строительного треста.
Бригада И. Г. Овчинникова участвовала в возведении более 50 объектов в Карелии и за её пределами. Самый крупный объект — завод «Тяжбуммаш», а также реконструкция Петрозаводского домостроительного комбината, строительство мебельной фабрики, дома быта, жилых домов.
Делегат XXIV съезда КПСС, избирался депутатом Верховного Совета Карельской АССР.

## Сочинения
- Овчинников И. Г. Мы — строители. — Петрозаводск, 1972.